# دوري كرة القدم الغربي 1894–95
دوري كرة القدم الغربي 1894–95 (بالإنجليزية: 1894–95 Bristol & District League)‏ هو موسم من دوري كرة القدم الغربي ‏. فاز فيه Hereford Thistle F.C. ‏.